# Dioclea dictyoneura
Dioclea dictyoneura är en ärtväxtart som beskrevs av Friedrich Ludwig Diels. Dioclea dictyoneura ingår i släktet Dioclea och familjen ärtväxter. Inga underarter finns listade i Catalogue of Life.